# La Prière (sculpture)
Pour les articles homonymes, voir Prière (homonymie).
La Prière est une sculpture de 1909 réalisée par Auguste Rodin. Comme dans L'Homme qui marche, il explore un fragment de figure. L'une des pièces en bronze de l'œuvre se trouve aujourd'hui au musée Soumaya de Mexico.